# アニメ音楽
アニメ音楽（アニメおんがく）は、以下に列記されるものの総称である。
1. アニメ作品における主題歌（オープニング曲あるいはエンディングテーマ）、挿入歌などの歌曲。詳しくは、アニメソングの項を参照。
2. アニメ作品における伴奏音楽（BGM）。劇伴の項も参照。

## 主題歌の特徴
作品によって様々だが、既存の曲をリメイク・編曲したものを用いる場合と、新たに曲を製作する場合とがある。歌い手も、本編中に出演している声優が歌う場合、歌手が歌う場合、また最近では、動画サイトなどで人気を集めている歌手が務める場合も増えてきている。最近では、ドラマの主題歌などとは違った、アニメ作品の主題歌の独特の曲調も、人気を高める一つの要因となっている。近年の多くの作品は、1クールごとに、長くても4クールで主題歌は変更されている。

## BGM(劇伴)の特徴
劇伴音楽に共通のことであるが、監督など映像制作者側から下書きや脚本などから大まかなイメージを示されて作曲される場合もあれば、出来上がったVTRから秒単位の長さで作曲するなどの制約が多い。また視聴環境がテレビであれば茶の間の生活音を考慮に入れて大きな音がでる曲を作るように注文がつくことがある。
アニメがコンテンツとしてメジャーになるにしたがって、現代音楽の中で劇伴として注視されるようになった。劇伴を専門的に活動する作曲家も増加してきており、アニメの魅力を左右する重要な存在の一つとなっている。
そのためアニメ音楽を劇場で生の演奏で聞きたいという需要も高まり、演奏会が行われるようになった。しかし劇伴音楽は録音がすめば楽譜は用済みとされ、ほかの製作資料とともに倉庫にしまい込まれて、劇場での再演を想定されていなかった。このような事態にたいしアニメ会社も劇伴の楽譜を再演可能な状態で整理保存する動きが出ており、特に昭和のアニメの劇伴音楽については、死蔵された楽譜の整理保存のみならず、高齢となった作曲者の制作の意図の記録が急務の課題になっている。
アニメソング同様に決まった曲調という物はなく、クラシック音楽や現代音楽の流れを汲んだ物から、ポップス、ジャズ、フュージョン、R&B、ロック、ヘヴィメタル、テクノ、ファンク、ヒップホップ、EDM等のポピュラー音楽まで幅広く使用される。また、作曲家らによって新たに製作された曲の他にも、既存のクラシック音楽（現代音楽を含めて)やポピュラー音楽、民族音楽が使われている場合もあり、用いられたことによって再評価ないし知名度を上げた曲も多い。